# Fernando Paillet

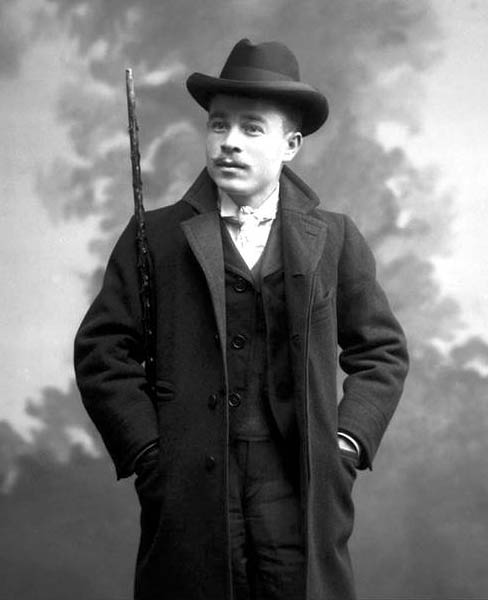
Autorretrato de Paillet

Fernando Paillet (Esperanza, 27 de octubre de 1880 - Esperanza, 3 de noviembre de 1967), fue un fotógrafo argentino que documentó la colonización y vida de los colonos de la colonia agrícola Esperanza fundada en 1856 en la provincia de Santa Fe en Argentina. Se definía a sí mismo como «Un fotógrafo provinciano que documentó la Pampa Gringa».

## Trayectoria profesional
Fernando Basilio Paillet era hijo del belga Philippe Eugène Paillet, quien era profesor de canto y piano y de Clotilde Insinger, esperancina de segunda generación, nieta de Peter Zimmermann, primer colono que murió en Esperanza. Desde muy joven se dedicó a la fotografía y en 1898 era empleado del Estudio Lutser de Santa Fe. En 1899 se compró una cámara fotográfica Widmayer de campaña y volvió a su ciudad natal.
A comienzos del siglo se instaló en Esperanza como fotógrafo, abrió un estudio en 1902 y continuó en la profesión hasta 1950. Se convirtió en el fotógrafo más conocido de Esperanza documentando la vida, costumbres y paisajes del lugar. Formó colecciones perfectamente organizadas de retratos de intendentes, jefes de policía, jueces de paz, damas de beneficencia y todo tipo de personalidades y gente anónima. Se destacó en la fotografía de retratos, prestando especial atención a la iluminación y a las poses, especialmente las de las manos.
En 1948 le fue encargado de formar, por parte del Intendente local, un Museo Histórico de Esperanza y un Museo de Bellas Artes con obras de creadores de la ciudad. Inició la tarea con su sobrino Rogelio Imhoff , amasando un archivo importante, pero el proyecto fue cancelado sin explicaciones después de unos meses. Esta experiencia lo dejó profundamente herido y desilusionado, y lo condujo a destruir el ochenta por ciento del material acumulado. Solamente quedaron unas doscientas placas disponibles, que se salvaron por ser imágenes no oficiales; imágenes tomadas "para él": gente anónima, gente amiga, lugares públicos y queridos.

## Carrera musical y teatral
Fernando Paillet llevó una activa vida cultural como músico -dejó tres obras editadas- y autor teatral Fundó clubes con actividad literaria, musical y deportiva como el Club de la Equis, la Sociedad de Canto y otros. Se lo reconocía por sus dotes de violinista y compositor de tangos, valses y marchas -aunque casi a los 50 años comienza a perder el oído.
Además incursionó en la pintura. Realizaba copias al óleo de sus fotografías y utilizaba fotografías como base para crear fotopinturas. Durante su carrera, exhibió algunas de sus obras en su estudio, que pasó a llamarse Salón Paillet.

## Enfermedad y muerte
Paillet tuvo una vejez retraída a causa de una sordera progresiva y su vida se extinguió en medio de un enorme ascetismo. Murió en la más absoluta miseria en Esperanza el 3 de noviembre de 1967.
En el año 2007 se publicó un libro conmemorativo que lo rescata como uno de los fotógrafos pioneros más trascendentales de Argentina.

## Publicaciones
- FERNANDO PAILLET - FOTOGRAFIAS 1894-1940" editado por Fundación Antorchas. Selección de fotografías y conceptos fundamentales del texto a cargo del historiador Luis Príamo.